# Frederick Arthur Breier
Frederick Arthur Breier (geboren als Friedrich Arthur Breier 16. Mai 1919 in Wien; gestorben 1975 in San Francisco) war ein US-amerikanischer Ökonom.

## Leben
Friedrich Arthur Breier war ein Sohn des Edmund Breier und der Zoldester. Er machte 1938 die Matura an der Konsularakademie Wien. Nach dem Anschluss Österreichs floh er in die USA und erwarb 1940 einen A.B. an der University of Rochester. Frederick Breier arbeitete von 1942 bis 1945 als Assistant Professor für Ökonomie an der University of California, Berkeley und wurde dort 1948 promoviert. Er wurde 1945 Instructor und 1947 Assistant Professor für Wirtschaftswissenschaften an der University of San Francisco. 1954 wurde er Associate und 1957 Full Professor. Breier heiratete die britische Galeristin Virginia Silverman (1927–2023), sie hatten eine Tochter.
1961/62 war er Fulbright-Professor am Institute of European Studies der Universität Turin und 1965 Gastprofessor an der Freien Universität Berlin. 
Er wurde mit dem italienischen Verdienstorden, 1974 mit dem französischen Ordre national du Mérite, sowie dem Bundesverdienstkreuz 1. Klasse ausgezeichnet. 
Breier arbeitete über Geldtheorie und Geldpolitik und internationale wirtschaftliche Zusammenarbeit. 

## Schriften (Auswahl)
- The Development of United States Policies and Attitudes Towards Western European Exchange Control. Dissertation UC Berkeley 1948
- Multilateralismus, in: Erwin von Beckerath (Hrsg.): Wirtschaftsfragen der freien Welt : zum 60. Geburtstag von Bundeswirtschaftsminister Ludwig Erhard. Frankfurt am Main: Knapp, 1957